# ویکتور ورشینین
ویکتور ورشینین (روسی: Виктор Григорьевич Вершинин؛ زادهٔ ۳ دسامبر ۱۹۲۸) دوچرخه‌سوار اهل اتحاد جماهیر سوسیالیستی شوروی است.